# 小虹銀漢魚
小虹銀漢魚，為輻鰭魚綱銀漢魚目虹銀漢魚科的其中一種，被IUCN列為易危保育類動物，分布於巴布亞紐幾內亞Kurumoi湖淡水流域，為熱帶魚類，體長可達5.5公分，棲息在海拔約400公尺的湖泊底中層水域，生活習性不明。

## 擴展閱讀
維基物種上的相關：小虹銀漢魚